# Кривань
Кривань (словац. Kriváň, пол. Krywań) — одна из вершин Высоких Татр. 
Высота вершины над уровнем моря — 2 494 метра, перепад высоты от посёлка Три Студнички — 1 353 метра. С востока Кривань ограничивает Важецкая долина, в конце которой расположено озеро Криванское Зелёное плесо. Из него берёт начало Белый Ваг — один из истоков реки Ваг, самой длинной на территории Словакии (406 км).

## Туризм
Кривань принадлежит к числу легкодоступных пиков. Обычно к вершине поднимаются от озера Штрбске-Плесо, что не требует от туристов специальной подготовки. Перед более сложным подъёмом с того места, где туристическая тропа уходит от татранской автомагистрали на Три Студнички, можно сделать привал на берегу озера Ямское плесо (1 447 м).

### История покорения
Считается, что первыми на Кривань поднялись в 1722 году Й. А. Чирбеш и его друзья, однако до них эту вершину несомненно покоряли охотники за кладами, искатели приключений или просто любопытные. Из известных личностей на Криване побывали, Р. Таусон, Бельсазар Аке и Г. Валенберг.
Первое описание восхождения на татранский пик оставил Даниель Шпеер (1636—1707) из Вроцлава: в середине XVII века он обучался в кежмарском лицее. Вместе с сокурсниками и преподавателем, который стал их проводником (и первым горным проводником в истории Татр), он отправился в трёхдневный поход. Из Беловодской долины группа поднялась на какую-то татранскую вершину близ горы Ломницки-Штит. В ту пору спишские жители именовали Ломницки-Штит «Дедкой», а Кежмарский Штит «Маткой» или «Бабичкой». То, что группа поднялась именно не на Ломницки-Штит, а по всей вероятности на Кежмарский Штит, ясно из описания: говоря об открывающихся видах, Шпеер упоминает вид на «Дедку». Первое конкретное описание подъёма на гору с уже известным названием Славковский Штит принадлежит перу протестантского пастора Юрая Бухгольца-старшего (1643—1725) из посёлка Велька-Ломница. Самый трудный для альпинистов подъём на Кривань ведёт через его предгорья, через Рамено Криваня (2 395 м), представляющий собой выступ в гребне между Криванем и горой Кратка.

## Кривань в культуре
Кривань считается словацкой национальной вершиной, символом этой страны. Словаки его ценят так, как греки Олимп или чехи Ржип. Очень популярны ежегодные народные восхождения на Кривань. Первый такой поход был организован в 1841 году группой словаков, объединившихся вокруг общественного деятеля и патриота Людовита Штура. В походе 16 августа приняли участие Людовит Штур, Михал Годжа, Янко Краль, Гашпар Фейерпатаки-Белопотоцкий и многие другие.
Горе посвящено стихотворение Казимежа Пшерва-Тетмайера Hej, Krywaniu, Krywaniu, опубликованное в 1903 году в сборнике рассказов «На скалистом Подгалье». На эти слова возникла традиционная гуральская песня (слова часто указывают как народные), которая в 1973 году стала основой сюиты польской фолк-рок группы Skaldowie Krywań, Krywań в одноименном альбоме.
Кривань упоминается в повести Н. В. Гоголя «Страшная месть».

### Легенда о возникновении горы Кривань
Сотворив мир, Бог призвал самого проворного Ангела и отправил на землю, чтобы тот разбросал из мешка природные красоты. Ангел выполнил наказ, пролетев по всему свету, и, наконец, оказался близ татранских великанов. Но плохо рассчитал высоту и зацепил крылом одну из вершин. Мешок, наполненный красотами, порвался, и высыпались из него великолепные горные потоки, озёра, луга и леса. По горам разбежались олени, серны, сурки, медведи и многие другие животные. А вершина пика так и осталась чарующе кривой…